# Opozice (politika)

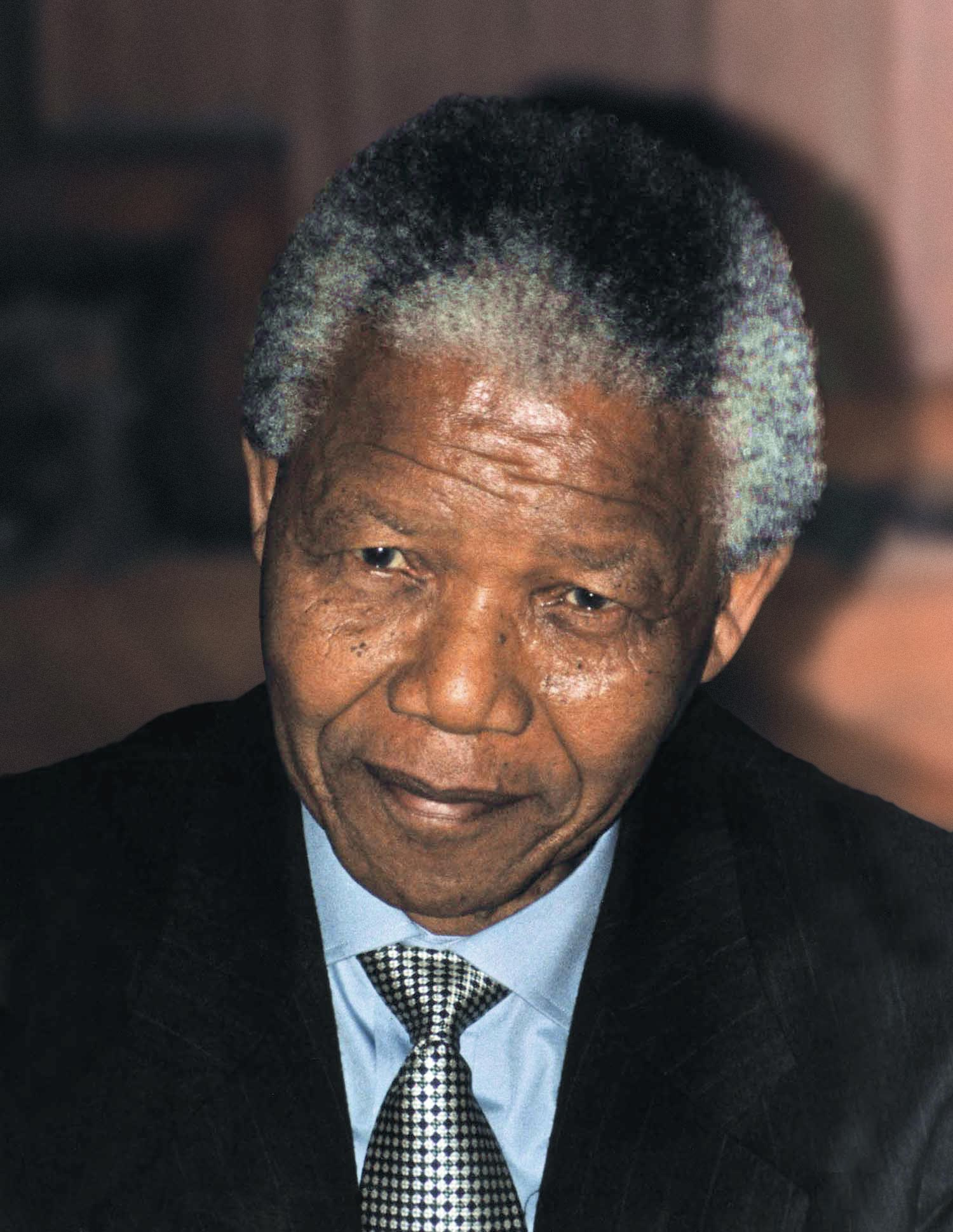
Nelson Mandela (na snímku z roku 2008) strávil v opozici více než 40 let

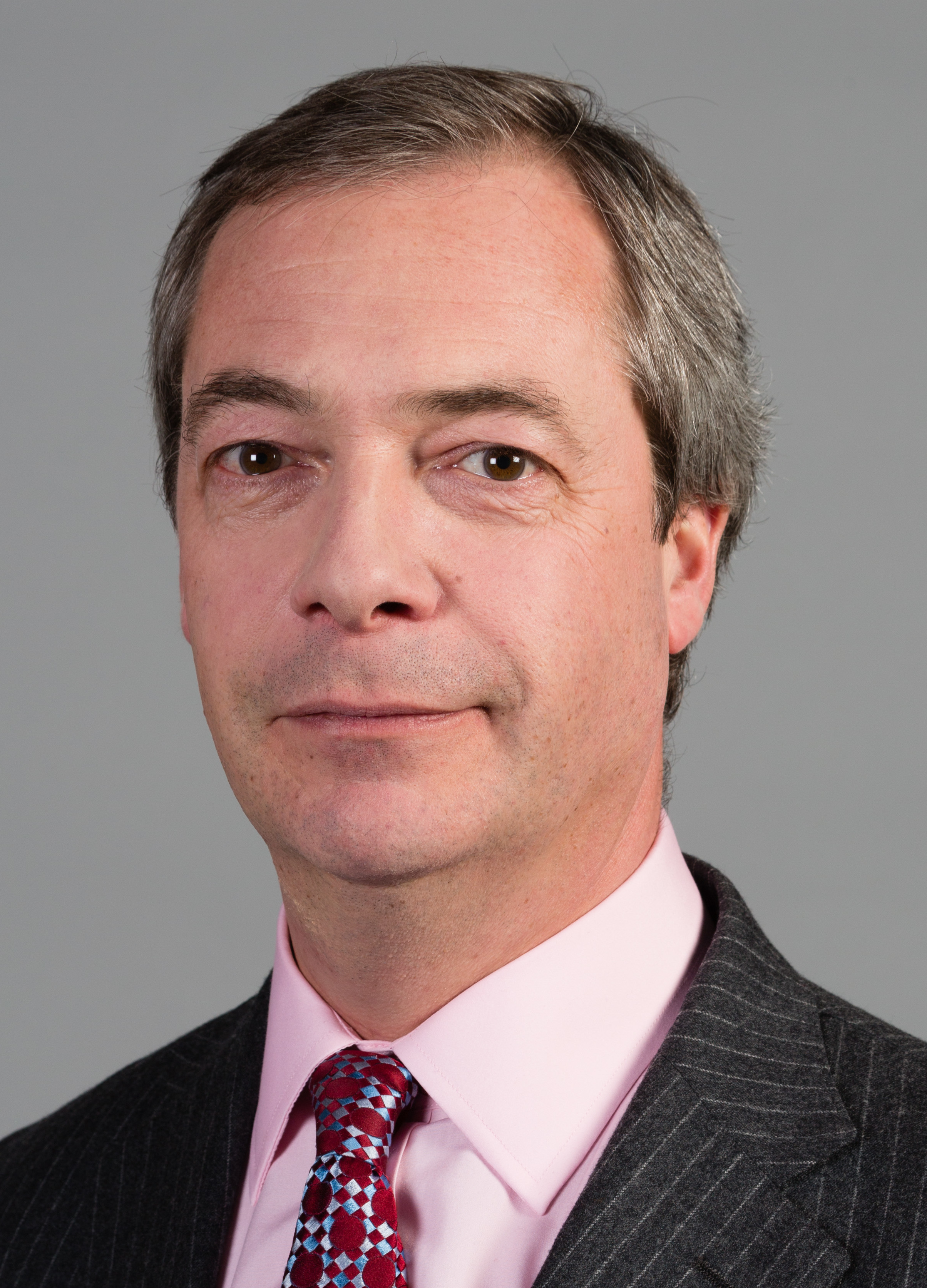
Nigel Farage - politik usilující o brexit v letech 1993-2020

Opozice v politickém životě jsou politické strany a jejich představitelé nebo skupiny obyvatel, kteří se nepodílejí na vládě. Opozice plní důležitou úlohu kontroly a kritiky vlády. Dále funguje jako nabídka alternativ k vládní politice a je připravena vládu v případě potřeby nahradit.
Prvním historicky doloženou a oficiální opozicí byli podle mnoha autorů římští tribunové lidu. Pokud se vynechají státy západní Evropy a anglicky mluvící země, tak se existence legální opozice začala výrazněji rozšiřovat až od 70. let 20. století.
Pravděpodobně nejdůležitější popis a rozbor opozice v demokratickém systému podal ve svém díle americký politolog Robert Dahl. Modely politické opozice podle něj rozlišujeme na základě šesti hledisek: Za prvé organizační soudržnost a koncentrace politické opozice, zadruhé soutěživost politické opozice, za třetí místo setkání mezi politickou opozicí a těmi, kteří kontrolují vládu, za čtvrté míra rozlišitelnosti a identifikovatelnosti politické opozice, za páté cíle politické opozice a za šesté strategie politické opozice.
Zvláštním případem je tzv. antisystémová opozice. Tímto pojmem se označují politické strany, které se snaží změnit nejen vládu, ale i politické uspořádání jako celek.

## Základní definice a terminologie
České slovo opozice pochází z latinského oppositus, což se překládá jako postavený proti, protilehlý. V politice existují 2 základní druhy opozice:
- opozice v nejvšeobecnějším (obecném) smyslu
- opozice v institucionálním významu

Opozici v obecném smyslu pojmenoval politolog Ghita Ionescu tímto způsobem: „Opozice v širokém slova smyslu se vztahuje na každé postoje nebo činy, dohodnuté, živelné nebo záměrné, ojedinělé nebo stálé, přicházející ze strany formálních nebo neformálních skupin nebo jednotlivců, uskutečňované za každých okolností a všemi prostředky, namířené proti existující moci.“
Do pojmu institucionální opozice spadají hlavně politické strany. Pokud jsou zastoupeni v parlamentu, označují se za parlamentní opozici, v opačném případě se mluví o mimoparlamentní opozici.
Z terminologického hlediska se nazývají oba tyto druhy opozice tzv. politickou opozicí. Je totiž problematické opoziční konání rozdělovat na tzv. politickou opozici (zahrnující činnost související pouze úzce s politikou) a pouze tzv. opozici (s širším okruhem konání), protože rozdíly mezi nimi se stírají. Důvodem tohoto jednotného označení je např. snaha opozičních představitelů v komunistických režimech skrývat své aktivity a vydávat je za zdánlivě nepolitické. Může se to týkat i umělců nebo kněží v nedemokratickém systému, v jejichž práci, ačkoli to nemusí být na první pohled patrné, je politický prvek přítomen. I zde se tedy jedná o politickou opozici.
V nedemokratickém systému se opozice označuje jako nelegalizovaná nebo také neuznaná. Většinou ji není možné definovat jako nelegální, protože vládní režim ji často nezakáže, ale přesto pronásleduje. Do opozice v nedemokracii se zahrnuje široká škála činností, např. i takové, které mohou vypadat jako kriminální jednání, ale ve skutečnosti jím nejsou. Konkrétně je to třeba ukrývání obilí či neplacení daní v některých bývalých komunistických režimech. I v tomto konání může být skrytý politický protest. Co se týče vnitrostranické opozice, fungující v rámci vládní struktury v nedemokracii, tak i ta může být za jistých okolností do opozičního hnutí zahrnuta, protože její aktivity mohou v konečném důsledku rozvrátit vládní režim. Názory odborníků na tuto problematiku se ale liší.

## Historie institucionalizované opozice
První oficiální, organizovanou a historicky doloženou opozicí byli zřejmě římští tribunové lidu. Na rozdíl od dnešní opozice však tribunové neměli možnost nahradit vládu, mohli na ni pouze dohlížet a do jisté míry upravovat její rozhodnutí. V době, kdy bylo umožněn vrstvě kterou hájili, plebejům, vstup do vyšších funkcí, začala jejich opoziční role ztrácet význam.
Ve středověku měli panovníci často opozici v církvi a jejích institucích. V 18. století začala být opozice součástí státní moci a to prostřednictvím parlamentu, který měl možnost podílet se na některých vládních rozhodnutích. Později začala opozice existovat v podobě dvou navzájem si konkurujících složkách státní moci, např. mezi dvěma komorami parlamentu. Podnět k tomu dala i vláda jakobínů v Konventu, kteří zde za Velké francouzské revoluce soustředili velkou část moci do svých rukou. V 19. století začala institucionalizovaná opozice ve větším měřítku fungovat nezávisle na státní moci, a to ve formě politických stran.
Pokud se vezmou lidské dějiny jako celek, tak existence pokojné a legální opozice příliš umožňována nebyla. V konkrétním příkladě stranické opozice byly výjimkou zejména státy západní Evropy a anglicky mluvícího světa. Situace se změnila až s rozšířením demokracie do zemí jižní Evropy v 70. letech, Jižní Ameriky v letech 80. a s pádem komunismu ve střední a východní Evropě po roce 1989.
V posledních letech dochází podle některých politologů k možnému omezování moci opozice v členských zemích Evropské unie ve prospěch unijních orgánů. V některých současných demokratických zemích ztrácí vládní oponenti svou pozici i v důsledku omezování moci parlamentu ve prospěch vlády. Parlament je totiž často místo, kde je opozice nejaktivnější.

## Funkce a nástroje politické opozice
V demokratické společnosti je základní funkcí opozice oponovat vládě a případně nastoupit na její místo. V nedemokratickém státě je hlavním cílem opozice bojovat proti vládnímu režimu a nahradit jej jiným.
Mezi ostatní důležité funkce v demokracii patří kontrola vlády, která se odehrává hlavně v parlamentu. Dále se od opozice očekává kritika státní moci, jež by ale vůči ní měla nabízet alternativu. Děje se tak opět většinou v parlamentu, ale může to být i prostřednictvím jiné ústavní činnosti. Náplní činnosti opozice je i tzv. artikulace a agregace společenských zájmů. Znamená to, že opozice by také měla hájit tu část společnosti, která nemá možnost v politickém životě prosadit své zájmy nebo se jenom cítí být z politického života vytlačena. Tato funkce opozice pomáhá v některých případech do politického systému začleňovat nespokojené jedince a zabraňuje tak jejich případnému radikalismu. S tím by měla souviset možnost lidí vyslovit se prostřednictvím opozice i přímo proti vládě, což opět pomůže v některých případech např. od odvrácení případných násilných nepokojů.
Velká část politologů klade velký důraz na umírněnost opozice v demokracii. Například Raymond Aron ve své knize uvádí, že politický soupeř by neměl být vnímán jako válečný nepřítel a cílem opozice by neměla být destrukce vlády. Politika totiž většinou není bojem mezi dobrem a zlem a neměla by být chápána v morálních kategoriích. Tato snaha o umírněnost ale vždy není funkční, záleží na jakých pravidlech se politici v dané zemi dohodnou.
Nástroje politické opozice jsou následující:
- poslanecké interpelace – umožňují členům parlamentu pokládat otázky ministrům a předsedovi vlády
- parlamentní vyšetřovací komise – slouží k vyšetřování případných vládních afér
- votum nedůvěry – umožňuje opozici pomocí hlasování v parlamentu vyslovit vládě nedůvěru

Důležitou roli pro opozici v demokratické společnosti může také hrát ústavní soud, na který se politické strany mohou obracet v případě podezření na neústavnost některého vládou schváleného zákona.

## Popis a rozpor politické opozice, Robert Dahl
Nejvýznamnějším teoretikem zabývajícím se politickou opozicí v demokratické společnosti je zřejmě americký politolog Robert Dahl. V roce 1966 představil stále uznávanou práci Political Oppositions in Western Democracies, ve které popsal příklady politické opozice. Ve své koncepci popisuje pět základních sil, jež ovlivňují podobu těchto modelů. Jedná se o: rozšířené kulturní a historické předpoklady, ústavní uspořádání a volební systém, zvláštní subkultury v rámci daných států a společností, artikulace nespokojenosti s vládou a sociální a ekonomické rozdíly. Podle jeho práce dále existuje šest hledisek pro rozlišení příkladů politické opozice:
- organizační soudržnost a koncentrace politické opozice
- soutěživost politické opozice
- místo setkání mezi politickou opozicí a těmi, kteří kontrolují vládu
- míra rozlišitelnosti a identifikovatelnosti politické opozice
- cíle politické opozice
- strategie politické opozice[5]

Organizační soudržnost a koncentrace opozice závisí do jisté míry na druhu stranického systému příslušné země. Nejsilnější pozici má opozice v tzv. bipartismu, ve kterém se střídají u moci dvě politické strany. Hůře je na tom v tzv. multipartismu, druhu stranického systému, kde je více politických stran. V této situaci musí strany utvářet koalice a nemají takovou jistotu, že se po volbách dostanou k moci, a opozice je zde tedy více rozdělena. Vždy ale záleží na pevnosti politických stran a míře disciplinovanosti jejích členů.

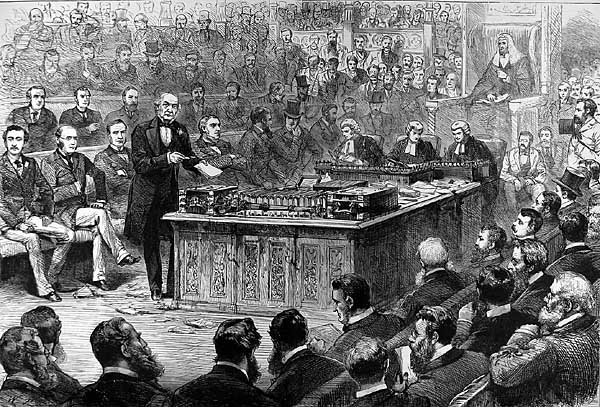
Parlament bývá v některých případech důležitým místem setkání vlády a opozice. Na obrázku William Gladstone během debaty v Dolní sněmovně Spojeného království v dubnu 1886.

Soutěživost opozice je určena nejen stranickým systémem, ale i systémem volebním. Největší míra soutěživosti je ve státě, kde fungují dvě hlavní politické strany a zároveň většinový volební systém. V tomto případě strany mohou pouze vyhrát a nebo prohrát a nejsou tedy tolik nuceny k vzájemné spolupráci. Situace je jiná u poměrného volebního systému, v rámci kterého existuje více politických stran. Dohoda mezi politickými stranami je zde pravděpodobnější.
V případě místa setkání mezi opozicí a vládou jsou čtyři situace nebo místa, které určují podobu opozice:
- volby – v případě, že se u moci střídají dvě strany
- parlament – za předpokladu, že se u moci střídají více než dvě strany, se o podobě vlády a tím pádem i opozice rozhoduje během povolebních vyjednávání v parlamentu
- jiné organizace, než politické strany – např. místní správa
- situace, kdy není žádné místo setkání mezi opozicí a vládou – za této varianty je moc ve státě velmi rozdělena a není tedy možné přesněji určit místo, kde se tvoří podoba opozice

Míra rozlišitelnosti a identifikovatelnosti opozice souvisí s předchozím hlediskem místo setkání mezi opozicí a vládou. Střídají-li se u moci dvě politické strany, ve kterých jsou politici jednotní je rozlišitelnost nejsnadnější, je to např. ve Velké Británii. Úplným opakem jsou např. Spojené státy americké, kde v důsledku rozptýlení státní moci, většinového volebního systému, politického individualismu a větší důležitosti regionální politiky je obtížnější přesněji rozlišit politickou opozici.
Cíle politické opozice jsou čtyři:
- změna vládního personálu

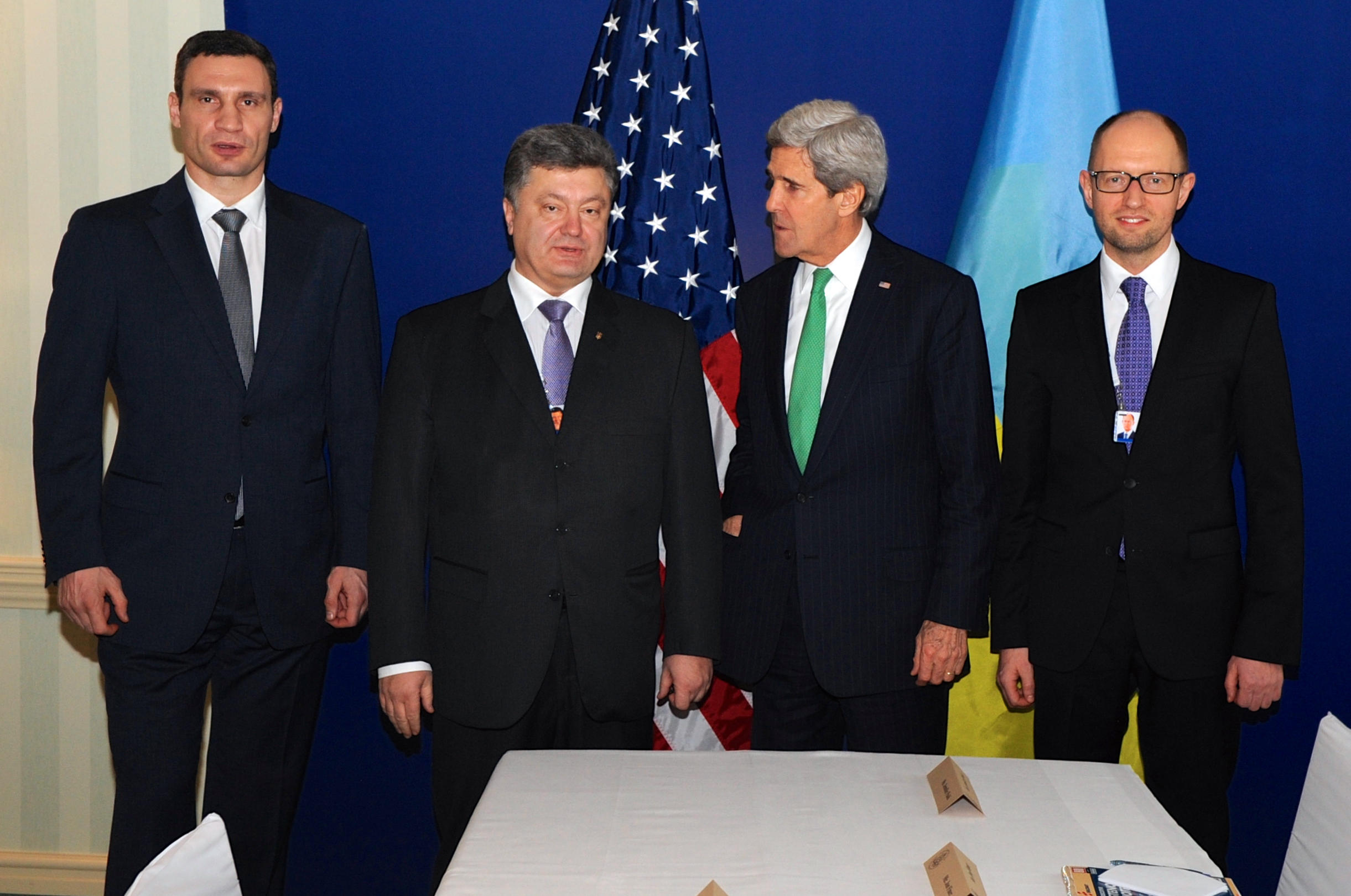
Vůdci ukrajinské opozice několik týdnů před svržením ukrajinské vlády, 1. února 2014

- změna zvláštních prvků vládní politiky
- změna struktury politického systému
- změna sociálně ekonomické struktury[18]

Strategie opozice jsou čtyři základní a další dvě, které se používají ve zvláštních situacích. Čtyři hlavní strategie jsou:
- volební vítězství – v zemi kde jsou dvě hlavní politické strany
- koaliční vyjednávání – v případě, že je ve státě více politických stran (minimálně tři)
- koaliční vyjednávání doplněné o smlouvání s jinými sdruženími než jsou politické strany za situace, že tato sdružení hrají ve státě větší roli
- proměnlivá strategie – v případech, který souvisí s předchozí strategií, kdy je moc ve státě rozdělena na mnoho úrovních a mezi mnoho jednotlivců.

Ve zvláštních situacích může dojít ke strategii, v rámci které se politické strany sjednotí, a to z důvodu buď vnitřního či vnějšího státního ohrožení. Obrácenou strategii používají strany s revolučními cíli. Tyto strany chtějí stát zničit a nebo změnit ústavní zvyklosti, na kterých je stát postaven. Příkladem mohou být nacisté v Německu.
Mezi důležité koncepce opozice patří také teorie Klause von Beymeho z roku 1987 a koncepce Jeana Blondela, jež byla vytvořena v roce 1997. Dosti známé jsou také práce na toto téma od Sylviea Giulja nebo Maurice Duvergera.

## Antisystémová politická opozice
Pojem antisystémové opozice je úzce spjat s italským politologem Giovanni Sartorim, který sice tento pojem nevymyslel, ale přesto je považován v podstatě za jeho autora. Podle Sartoriho tzv. užší definice zahrnujeme do antisystémové opozice takové politické strany, které se nesnaží jenom změnit vládu, ale politické uspořádání jako celek. Tyto strany vyznávají ideologie neslučitelné s hodnotami daného politického systému a snaží se o soustavné a intenzivní narušení tohoto systému. V České republice mezi antisystémové strany někteří politologové, jako např. Michal Kubát, zařazují Komunistickou stranu Čech a Moravy.
Při posuzování, zda politická strana je či není antisystémová, nehraje roli taktika této strany. Není tedy důležité, jestli daná strana je či není otevřeně revoluční. Antisystémová politická strana se totiž může zdánlivě přizpůsobit politickému prostředí ve kterém působí, to ale neznamená, že v budoucnu nebude usilovat o jeho zničení.
Antisystémové strany by se ale neměly podle Michala Kubáta zaměňovat s tzv. stranami extrémními (neplést s extremistickými). Extrémní strany jsou strany, které sice stojí na okraji politického spektra, ale nesnaží se zničit politické uspořádání jehož jsou součástí. Příkladem takovéto strany v České republice bylo v 90. letech Sdružení pro republiku – Republikánská strana Československa (SPR-RSČ).

## Konkrétní příklady opozice

### Opozice v České republice
V České republice je opozice zákonodárným způsobem nepřímo podpořena článkem 6 Ústavy, který říká: „Politická rozhodnutí vycházejí z vůle většiny vyjádřené svobodným hlasováním. Rozhodování většiny dbá ochrany menšin." Financování opozice je oproti financování vládních stran výhodnější v dolní sněmovně Parlamentu České republiky. Tam, na základě § 7 odst. 4 jejího jednacího řádu, mají poslanecké kluby „nevládních politických stran" nárok na příspěvek násobený koeficientem 1,3.
Pokud použijeme kritéria, podle kterých definuje opozici politolog Robert Dahl, je možné obecně říci, že česká opozice je tvořena větším počtem politických stran, které se v některých případech stále ještě vyvíjejí, je tedy méně soudržná a koncentrovaná. V parlamentu a ve volbách spolu politici spolupracují a zároveň soutěží, nutí je k tomu poměrný volební systém, v rámci kterého uzavírají různé koalice. Podle dalšího Dahlova hlediska je místem setkání mezi vládou a politickou opozicí parlament. Právě tam se (během často dlouhých jednání) rozhoduje, kdo sestaví vládu a kdo jí bude v budoucnosti oponovat. Čtvrté kritérium amerického politologa v případě České republiky znamená, že opozice je dobře rozlišitelná, je tedy jasné, které strany jsou vládní a které opoziční. Výjimkou v tomto případě bylo v českém státě období, kdy zde platila tzv. opoziční smlouva, podepsaná zástupci Občanské demokratické strany (ODS) a České strany sociálně demokratické (ČSSD). Za páté, cílem opozice je změna členů vlády a některých prvků její politiky, pouze někdy se jí jedná o změnu sociálně ekonomické struktury společnosti, snaha o změnu podstaty politického uspořádání je v případě české opozice spíše výjimečný. A nakonec strategií českých opozičních stran je hlavně parlamentní vyjednávání, které rozhodne o jejich budoucnosti.
Určitou zvláštností ve vývoji opozice v České republice byla tzv. opoziční smlouva. Opoziční smlouva je běžně užívaný název pro Smlouvu o stabilním politickém prostředí v České republice z července 1998. Jednalo se o dohodu uzavřenou mezi ČSSD a ODS po předčasných parlamentních volbách v tom samém roce. Touto smlouvou se ODS zavázala tolerovat menšinovou vládu ČSSD po celou dobu jejího působení v letech 1998–2002. Mnozí politologové ji ale označovali v podstatě za smlouvu koaliční. Byl to například Michal Klíma, který o ní hovořil jako o „skryté tiché velké koalici“. Podle politologa Miroslava Nováka opoziční smlouva ještě neznamenala koalici těchto dvou stran, ale tzv. toleranční patent, který na ni roku 2000 navazoval, již vznik „skutečné parlamentní koalice“ umožnil.

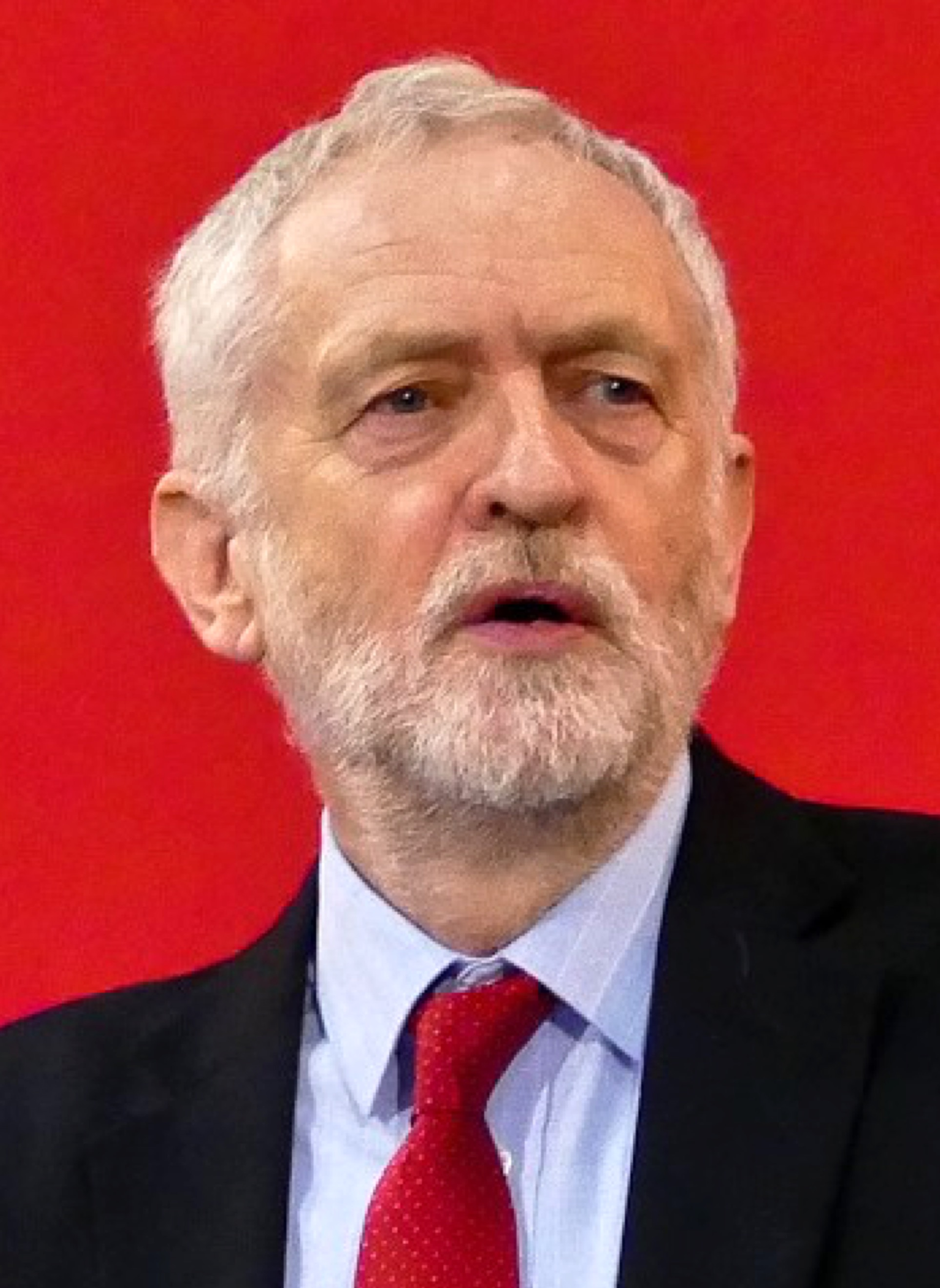
Jeremy Corbyn, bývalý vůdce opozice

Od Voleb do poslanecké sněmovny v říjnu 2021 jsou opozičními stranami ANO 2011 a SPD.

### Opozice ve Velké Británii
Opozice ve Velké Británii se nazývá His Majesty’s Most Loyal Opposition – „nejloajánálnější opozice Jeho Veličenstva“ a nebo pouze Official Opposition – „oficiální opozice" a má dlouholetou tradici sahající až do počátku 19. století. Obvykle označuje druhou největší stranu v dolní sněmovně Spojeného království. V jejím čele stojí tzv. The Leader of the Opposition – „vůdce opozice“, jehož postavení je chráněno Zákonem o ministrech koruny z roku 1937.
Úkolem vůdce britské opozice je sestavit tzv. stínovou vládu a spolu s ní se připravit na převzetí moci. Podle britského ústavního právníka Rodney Braziera je sice povinností vůdce opozice oponovat stávající vládě a jejímu předsedovi, ale měl by být také příležitostně připraven s ním spolupracovat, pokud mu premiér nabídne přístup k důvěrným vládním informacím nebo ho pozve k projednávání vládních záležitostí. Současným vůdcem opozice ve Spojeném království je předseda Labouristické strany Jeremy Corbyn
Opozice obecně má ve Velké Británii několik práv a výsad. Její vůdce má nárok na plat a jsou mu hrazeny provozní výdaje jeho kanceláře. Stát také částečně financuje opozici ze svého rozpočtu a dále mají největší opoziční strany v dolní sněmovně parlamentu nárok na tzv. „opoziční dny“. Těchto „opozičních dnů" je celkem dvacet a během nich jsou v parlamentu přednostně projednávány návrhy předložené opozičními stranami. Sedmnáct dnů je vyhrazeno největší opoziční straně a zbylé tři jsou určeny pro druhou největší stranu v opozici.
Opozice má také právo v parlamentu každý měsíc pokládat dotazy členům vládního kabinetu a jednou týdně jeho předsedovi. V rámci těchto interpelací se střídají opoziční a vládní poslanci. Důležití mluvčí opozice při této příležitosti mohou položit více než jednu otázku.